# Et puis après ?
Et puis après ? (titre original : Kleiner Mann, Was nun?) est un roman de l’écrivain allemand Hans Fallada, paru en 1932. 
La première traduction française par Philippe Boegner est publiée en 1933.

## Résumé
Les protagonistes du roman sont un jeune couple victime de la crise économique et de l'inflation qui frappent l'Allemagne dans les années 1930. Johannes Pinneberg, jeune comptable, est un petit bourgeois qui, confronté au chômage, tombe dans la misère et ne voit d'autre solution que se réfugier dans le cocon familial.

## Adaptations

### Au cinéma

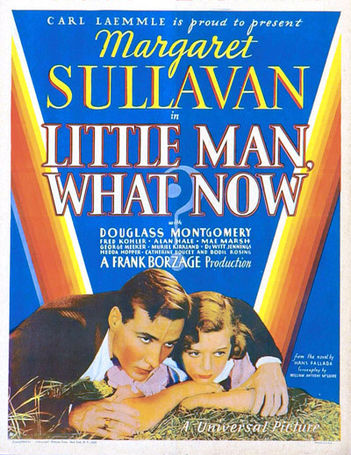
Affiche du film Et demain ?, adaptation du roman Et puis après ? de Hans Fallada, 1934.

- 1932 : Kleiner Mann – was nun? (de), film allemand réalisé par Fritz Wendhausen
- 1934 : Et demain ? (Little Man, What Now ?), film américain réalisé par Frank Borzage, avec Margaret Sullavan, Douglass Montgomery et Alan Hale.

### À la télévision
- 1967 : Kleiner Mann – was nun? (TV-DDR), téléfilm réalisé par Hans-Joachim Kasprzik avec Arno Wyzniewski, Jutta Hoffmann, Wolf Kaiser, Inge Keller.
- 1973 : Kleiner Mann – was nun? (TV-D), téléfilm réalisé par Peter Zadek, avec Heinrich Giskes, Hannelore Hoger, Klaus Höhne, Brigitte Mira, Karl-Heinz Vosgerau.

## Éditions françaises
- Et puis après ?, traduit par Philippe Boegner, Paris, Gallimard, 1933
- Quoi de neuf, petit homme ?, traduit par Laurence Courtois, Paris, Denoël, coll. « Et d'ailleurs », 2007 ; réédition, Paris, Gallimard, Folio no 4855, 2009  (ISBN 978-2-07-036592-0)